# جون إم. غريني
جون إم. غريني (بالإنجليزية: John M. Greene)‏ هو فيزيائي وأستاذ جامعي أمريكي، ولد في 22 سبتمبر 1928 في بيتسبرغ في الولايات المتحدة، وتوفي في 22 أكتوبر 2007 في سان دييغو في الولايات المتحدة.